# Ivan Pidkova
Ivan Pidkova (ukrainska: Іван Підкова) även känd som Nicoară Potcoavă, Ioan al IV-lea Potcoavă, Ioan Sarpega och Ioan Creţul, (? - 16 juni 1578) var zaporizjakosackernas hetman (1577 - 1578), möjligen den förste som blev vald av hela Zaporizja Sitj, han var även prins av Moldova (november - december 1577).